# Polanka (Wrocław)

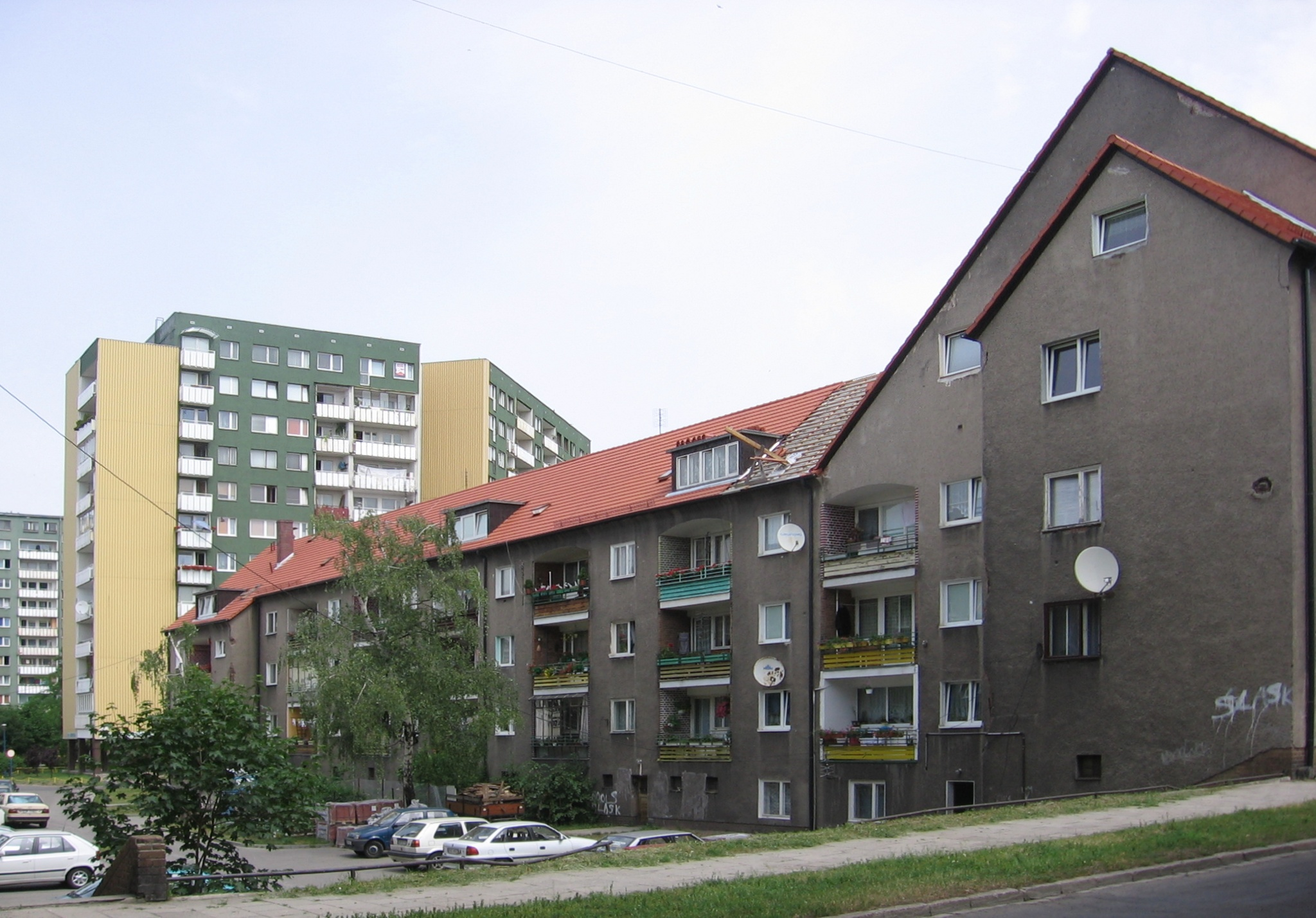
Budynki przy ul. Na Polance, widok od strony Odry

Polanka – osiedle w północnej części Wrocławia, wchodzące w skład większej jednostki urbanistycznej – osiedla Różanka. Wielkopłytowe osiedle w rejonie ulicy Macedońskiej i Broniewskiego wybudowane zostało dla 7000 osób w latach 1977–1980 w miejscu, gdzie przedtem znajdowały się (na powierzchni ok. 14 ha) ogródki działkowe i gdzie przebiegała nieczynna na tym odcinku od 1967 wrocławska kolej wąskotorowa. Przy ulicy Macedońskiej znajduje się największy na tym osiedlu, 21-klatkowy i jedenastokondygnacyjny budynek z 539 mieszkaniami.
Historycznie nazwa Polinke dotyczyła terenów położonych po obu stronach Starej Odry na zachód od Kleczkowa na lewym i na zachód od dawnej wsi Różanka na prawym brzegu rzeki, w okolicach dzisiejszego mostu Osobowickiego oraz jego poprzedniej lokalizacji 700 metrów na zachód. W miejscu, gdzie obecnie znajdują się zabudowania portu miejskiego (przedłużenie dzisiejszej ul. Kleczkowskiej w stronę zachodnią) na mapach z roku 1847 i 1853 zaznaczone jest "Polinkowe Pastwisko" (oryginalnie niem. Polinke Hütung).

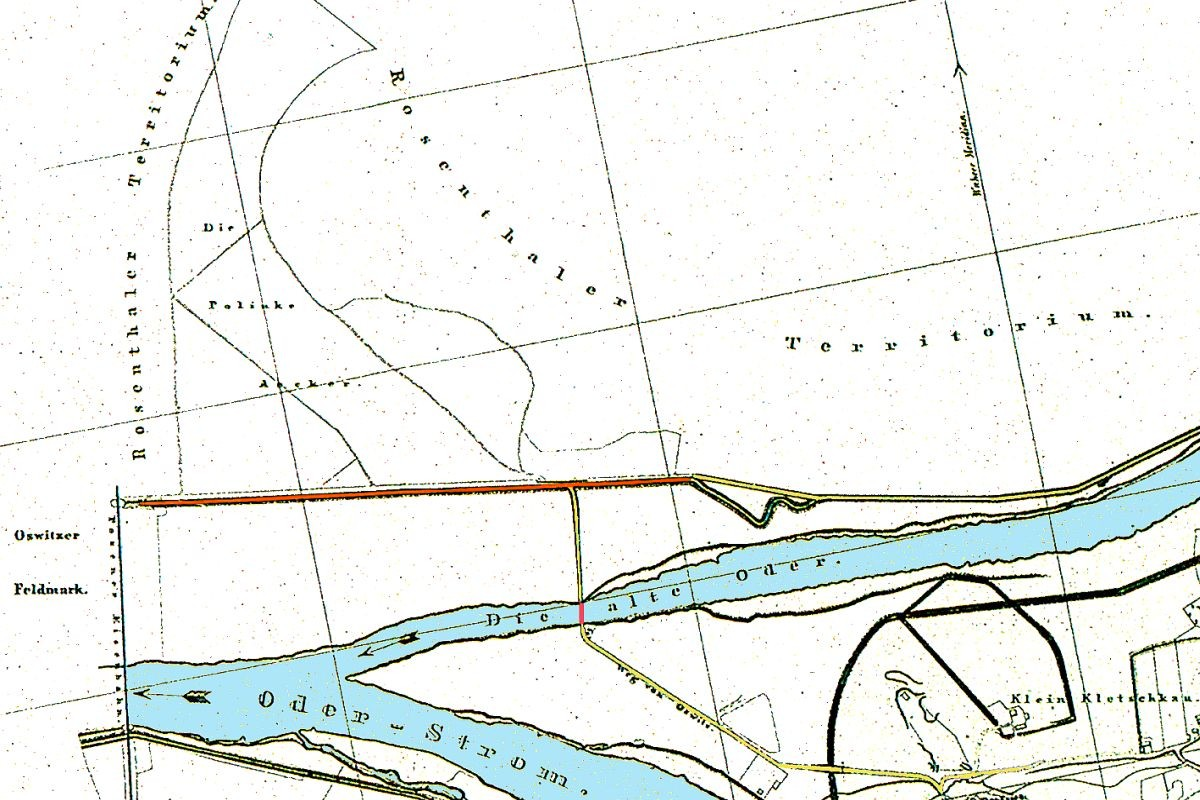
Fragment mapy Hoffmanna z 1865

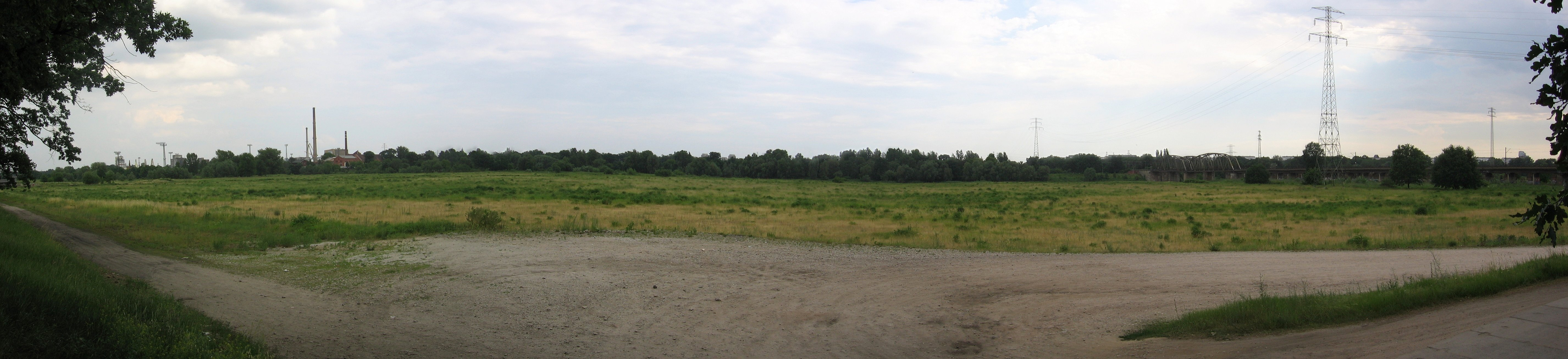
Nadodrzańskie łąki (dawne Polinke Acker); w oddali po prawej most kolejowy, a po lewej - instalacje portu, znajdującego się na przeciwległym brzegu Odry (widok z wału przeciwpowodziowego naprzeciw cmentarza Osobowickiego)

Na prawym brzegu na mapach z 1865 i późniejszych (1910, 1936, 1938) występują Polinke Acker ("Polinkowe Pola"), na zachód od dzisiejszego mostu Osobowickiego. Na tym samym brzegu rzeki, ale na wschód od mostu Osobowickiego (na przedłużeniu ul. Osobowickiej), biegnie ulica Na Polance, dawniej Polinke Weg; nazwa oznaczała w przeszłości "drogę do gruntów Polanki" i dotyczyła drogi znajdującej się poza terytorium Polanki.
Dawne Polinke Acker włączone zostały w granice miasta podczas wielkiej "regulacji miejskiej" (Städterordnung) w listopadzie 1808 i wykorzystane później, w 1867 do założenia miejskiego cmentarza; z kolei pas ziemi pomiędzy Polinke Weg i Oswitzer Weg (ulicami Na Polance i Osobowicką) a prawym brzegiem Odry - w 1903; reszta Różanki natomiast - w 1928.
Obecnie "Polanka" we Wrocławiu ma właściwie dwa różne znaczenia dotyczące niepokrywających się, choć pobliskich terenów. Topograficznie określa się tą nazwą łąki pomiędzy prawym, północnym brzegiem Odry a wałem przeciwpowodziowym ciągnącym się wzdłuż ulicy Osobowickiej na odcinku pomiędzy mostem Osobowickim a mostem kolejowym. Urbanistycznie natomiast przypisuje się tę nazwę osiedlu bloków z wielkiej płyty między ulicami Żmigrodzką, Na Polance, Bałtycką i Obornicką, będącemu fragmentem osiedla administracyjnego Karłowice-Różanka.